# فالنت نووه
فالنت نووه (به لهستانی:  Falenty Nowe) یک روستا در لهستان است که در گمینا راشن واقع شده‌است.